# چرتو دآستی
چرتو دآستی (به ایتالیایی: Cerreto d'Asti) یک کومونه در ایتالیا است که در استان آسته واقع شده‌است.

## خصوصیات
چرتو دآستی ۴٫۰ کیلومترمربع مساحت و ۲۱۶ نفر جمعیت دارد و ۲۸۰ متر بالاتر از سطح دریا واقع شده‌است.